# John Fulleylove
John Fulleylove (* 18. August 1845 in Leicester; † 22. Mai 1908 in London) war ein britischer Maler von Stadtansichten, Gebäuden und Landschaften. Er nutzte primär Wasserfarbe für seine Gemälde.

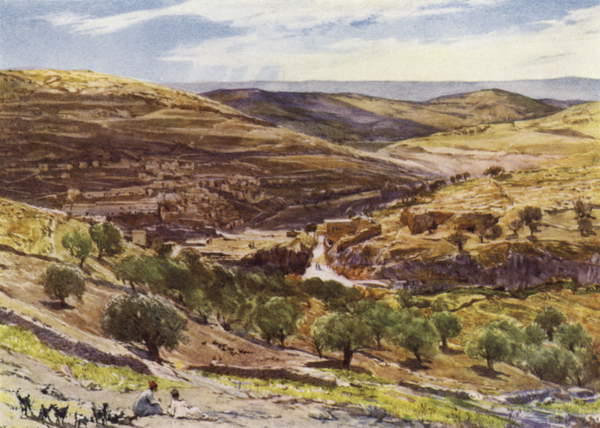
Valley of Hinnom (John Fulleylove)

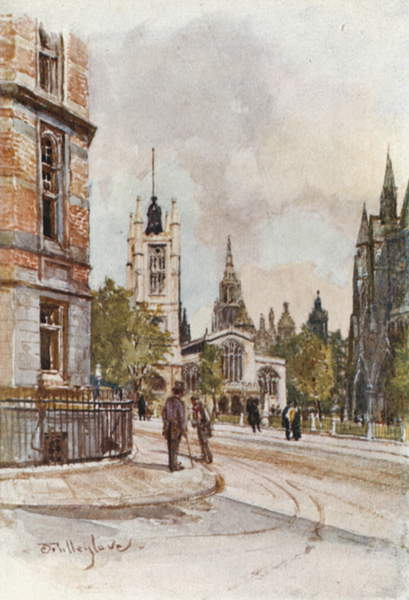
St Margarets Westminster (John Fulleylove)

## Leben und Wirken
John Fulleylove war der Sohn des Wagenbauers John Fulleylove und dessen Frau Elizabeth, geborene Preston, und das jüngste von fünf Kindern. Im Alter von 16 Jahren begann er eine Ausbildung beim Architekturbüro Flint and Shenton. Er fing an, Bilder von Gebäuden seiner Heimatstadt anzufertigen. Er wurde unterstützt von Harry Ward, dem Zeichenlehrer der Schule von James Duffield Harding. Bei seiner ersten Ausstellung bei der Royal Society of British Artists in London im Jahre 1871 zeigte Fulleylove vor allem Bilder, die von seinem Freund Thomas Collier beeinflusst waren.
1875 unternahm Fulleylove eine erste Studienreise nach Italien und heiratete am 18. Juni 1878 die Künstlerin Elizabeth Elgood. Sie unternahmen Reisen nach Cheshire (1878), Hampton Court (1879), Versailles (1882), später reiste er in den Nahen Osten und hielt sich auch  in Griechenland auf, wo zahlreiche Werke entstanden.
Fulleylove stellte regelmäßig in London aus und wurde 1880 Mitglied des Royal Institute of Painters in Water Colours sowie 1883 Mitglied des Royal Institute of Painters in Oils. Im selben Jahr zog er mit seiner Frau von Leicester nach London.  
Zwischen 1886 und 1906 wurden in acht Einzelausstellungen in der Fine Art Society über 400 seiner Werken gezeigt. Er war ein außerdem bekannter Buchillustrator und arbeitete vor allem für den Verlag A & C Black. Er hielt bei der Weltausstellung Paris 1889 eine Bronzemedaille. 1907 und 1908 war er Präsident der Oxford Art Society.
Fulleylove hatte zwei Töchter und einen Sohn. Die Tochter Joan Fulleylove wurde später Glasdesignerin, Sohn John Christopher Fulleylove wurde Architekt und Illustrator.